# Mateika
Mateika (Mateiko) – niewielka wyspa położona na Oceanie Spokojnym, w archipelagu Tuvalu, w południowej części atolu Funafuti.

Wyspa leży przy cieśninie Te Ava Mateiko. Ze wszystkich stron otoczona jest rafą koralową